# Mohamed Hamdan
Mohamed Hamdan (arab. محمد حمدان, ur. 12 czerwca 1984) – marokański piłkarz, grający jako środkowy pomocnik w AS Salé.

## Klub

### FAR Rabat
Zaczynał karierę w FAR Rabat.
W sezonie 2011/2012 (pierwszym w bazie Transfermarkt) zagrał 13 meczów.

### AS Salé
Od 1 września 2012 roku do 30 czerwca roku następnego był wypożyczony do AS Salé. 1 sierpnia 2013 roku przyszedł tam na stałe. Zagrał 17 meczów i strzelił gola.

### Olympic Safi
1 lipca 2016 roku przeszedł do Olympic Safi. W tym zespole zadebiutował 27 sierpnia 2016 roku w meczu przeciwko Chabab Rif Al Hoceima (wygrana 2:1). Zagrał cały mecz. Pierwszą bramkę strzelił 9 października 2016 roku w meczu przeciwko KAC Kénitra (porażka 2:1). Do siatki trafił w 57. minucie. Pierwszą asystę zaliczył 28 lutego 2018 roku w meczu przeciwko Renaissance Berkane (wygrana 1:0). Asystował przy bramce Kamala Ait El Haja w 70. minucie. Łącznie zagrał 49 meczów, strzelił dwa gole i miał asystę.

### Rapide Oued Zem
11 stycznia 2019 roku przeniósł się do Rapide Oued Zem. W tym zespole zadebiutował 2 lutego 2019 roku w meczu przeciwko Ittihadowi Tanger (porażka 0:1). Wszedł na boisko w 83. minucie, zastąpił Salifa Ibrahima Coulibaly'ego. Łącznie zagrał 7 spotkań.

### Renaissance Zemamra
13 września 2019 roku podpisał kontrakt z Renaissance Zemamra. W tym zespole zadebiutował 20 października 2019 roku w meczu przeciwko Olympic Safi (1:1). Zagrał cały mecz. Pierwszą asystę zaliczył 16 lutego 2020 roku w meczu przeciwko Youssoufia Berrechid (wygrana 3:2). Asystował przy golu Mohameda Kamala w 75. minucie. Łącznie zagrał 35 meczów i zaliczył dwie asysty.

### Powrót do Salé
20 grudnia 2021 roku powrócił do AS Salé.